# 渡過雪原
《渡過雪原》，是宮澤賢治所作創作的童話。描述以狐狸以幻燈會的邀約來招待孩子們與小狐狸們進行交流的故事。故事從1921年（大正10年）的12月到隔年1922年（大正11年）的1月在「愛國婦人」雜誌（賢治的母親是愛國婦女會的發行著的會員）所刊登賢治的處女作。本作品讓賢治獲得5日圓的原稿費，這是在賢治的生涯裡，唯一一次拿到的原稿費。
此外，賢治從刊登的雜誌上剪下本作品，再加上從新思考和修改，現在的「【新】校本宮澤賢治全集」（筑摩書房）是雜誌刊登版，與著手修改的兩種本故事被刊登。不過一般流傳的事著手修改後的本故事。

## 故事概要
下雪後積雪的日子，四郎與完子在原野上玩雪，一起唱著森林裡的狐狸來吧！然而真的狐狸就來了。狐狸紺三郎想邀請兩位去吃黍糰子，但完子卻不經脫口說出狐狸的糰子其實是兔子的糞便的話來。讓紺三郎聽到了很不高興，紺三郎說那是都是人類的大人為了騙小孩而說的謊言，牠為了招待兩位來幻燈會而詳細對四郎他們說明。原本四郎他也想帶哥哥他們來，不過因為有年齡限制，限制12歲以上不得參加而被拒絕了。
在月色寒冷的夜晚，兩人想起了和紺三郎約定的事情，正打算要出門時，被哥哥他們知道了。在對哥哥他們說明事情的原委後，四郎他們並沒有被阻止前往，反而要他們也帶上土產鏡餅去赴約。
兩人一起前往森林的深處前進，在那裡是狐狸的小學，有很多小狐狸們以約定中紺三郎說的那樣在等著。紺三郎在和兩人打了招呼後，不久幻燈會就開始了，紺三郎先敘述幻燈會開幕的致詞。四郎對紺三郎成為領導者而關心。然後銀幕顯示出「不可以喝酒」的字來，太右衛門與清作喝醉酒後在原野上顯現出的糗態的兩張證據照片被放映出來。然後幻燈會中場休息，可愛的狐狸女孩子把黍糰子拿到兩人面前。兩人很猶豫的吃著詭異的狐狸的糰子，讓周圍顯現出很不融洽的氣氛來。可是，四郎認同紺三郎不可以欺騙的話語與結論，然後他與完子兩人就平分了糰子。糰子很好吃，狐狸們非常的感激被信任了，狐狸的學生無論何時都不可以說謊、不可以竊盜，也不嫉妒的這樣唱著歌而感到高興。
不久幻燈會的後半場開始，「不可以忽視狩獵的陷阱」、「不可以忽視火」，接著有2張狐狸的畫被放映出來，幻燈會結束後。紺三郎對四郎與完子要相信，狐狸們其實是很誠實的，希望把到現在為止的壞評價消去，然後說完閉幕的致詞後就解善了。然後哥哥們就來迎接他們兩人，故事結束。

## 鑑賞
這個故事的主角是四郎少年。四郎，試著品嘗詭異的狐狸的糰子，第一次知道紺三郎的主見是正確的。新的假設分析，想用實驗是確定否是正確的，以過往的見解來說的主題，是不是吃了狐狸的糰子來概括整個故事。還有，12歲以上被拒絕參加幻燈會，是說明狐狸和人類的大人們是如何不信任的內容。
「堅雪完子」的歌是岩手縣流傳下來的古老歌曲，替原歌重新譜曲的變形改編故事而進行。為了改變以往對狐狸的偏見，透過小狐狸紺三郎與人類的孩子們的啟蒙，以這樣有趣的方式表示出來。

## 1994年日本製作的24分動畫電影「渡過雪原」

### 聲音演出
四郎（配音員：林原惠）
完子（配音員：水谷優子）
紺三郎（配音員：伊倉一惠）
旁白（配音員：瀧澤久美子）

### 工作人員
- 原作 - 宮澤賢治
- 導演 - 四分一節子
- 演出 - 棚橋一德
- 企劃 - 鹿本鬼助
- 製作人 - 久保田正明、石田博、出崎哲
- 脚本 - 胡桃野螢樹
- 人物設計・作畫監督・編輯 - 小林由香里
- 撮影 - 金子智洋
- 美術 - 脇威志
- 色彩設計 - 大塚眞純
- 音樂 - 中島優貴
- 錄音 - 清水勝則
- 動畫製作 - Magic Bus

## 外部連結
- 『渡過雪原』：新字新假名：「要求很多的餐廳」新潮文庫版 （页面存档备份，存于）（青空文庫）（日語）
- 『渡過雪原』：新字新假名 （页面存档备份，存于）（青空文庫）（日語）